# Ананьївський цукровий завод
Ананьївський цукровий завод — підприємство харчової промисловості у селищі міського типу Костянтинівка Краснокутського району Харківської області.

## Історія
Цукровий завод у селі Костянтинівка Богодухівського повіту Харківської губернії побудований в 1885 році. Після закінчення громадянської війни було встановлено радянську окупаційну владу. Згодом завод був відновлений, а в ході індустріалізації 1930-х років реконструйований.
Під час другої світової війни в 1941-1943 Костянтинівка перебувала під німецькою окупацією. При відступі німецькі війська спалили селище, але після закінчення війни населений пункт був відбудований, а цукровий завод відновив роботу. Для забезпечення потреб заводу в цукрових буряках на базі існуючого в селищі зернового радгоспу створений бурякорадгосп "Ананьївський" і відкрито відділення райсільгосптехніки. У радянський час завод був найбільшим підприємством селища.
Після проголошення незалежності України завод переданий у відання Міністерства сільського господарства і продовольства України. У липні 1995 року Кабінет Міністрів України затвердив рішення про приватизацію цукрового заводу і забезпечував його діяльність бурякорадгоспу протягом 1995 року, після чого державне підприємство перетворено у відкрите акціонерне товариство.
1999 року Ананьївський цукровий завод зупинив роботу. У червні 2002 року господарський суд Харківської області почав процедуру банкрутства підприємства, а 2 вересня 2002 року — визнав банкрутом (виробнича потужність заводу в цей час оцінювалася в 1,45 тис. тонн цукрових буряків на добу). Надалі завод почали розбирати на металобрухт і до 2009 року він припинив своє існування.